# Eslövs flygklubb
Eslövs flygklubb som grundades 1969 finns på Eslövs flygplats, beläget nordost om Eslöv mitt i Skåne.
Klubben, som har en omfattande flygskoleaktivitet och har cirka 100 medlemmar och 3 flygmaskiner (2 Cessna 172 & 1 Cessna 152).